# جلنا بروکس
جلنا بروکس (سیریلیک صربی: Јелена Миловановић Брукс؛ زادهٔ ۲۸ آوریل ۱۹۸۹) بازیکن بسکتبال اهل صربستان و مونته‌نگرو است.
وی در مسابقات کشوری و بین‌المللی در مجموع برندهٔ ۲ مدال طلا، ۲ مدال نقره، ۴ مدال برنز شده‌است.